# Ultimate Kylie
Az Ultimate Kylie az ausztrál énekesnő Kylie Minogue második jelentős válogatáslemeze és az első, mely a Parlophone kiadóval kötött szerződése után jelent meg. Ez a válogatás számos különböző verzióban jelent meg. Többek közt megjelent egy két lemezes verzió és egy olyan, melynél egy deluxe két lemez mellé egy bónusz DVD is járt. Egy különálló válogatás DVD szintén megjelent azonos címmel az audió változatok mellett. A lemez két új dalt tartalmaz, az első kislemezként kiadott „I Believe in You”-t és a második kislemezt, a „Giving You Up”-ot. Egy harmadik dalt is rögzítettek „Made of Glass” címmel, melyet erre az albumra szántak. Azonban ez a dal nem lett felrakva az albumra, hanem a „Giving You Up” kislemez fizikai formátumára került fel.
Az Ultimate Kylie-t kortárs kritikusok véleményezték, akik szerint figyelemre méltó a fejlődés a karrierje kezdete óta zeneileg és hitelt érdemlően. Számos más kritikus a korai anyagokat kritizálta. Az album Top 10-es lett az Egyesült Királyságban és Ausztráliában. Az International Federation of the Phonographic Industry platinalemezzel jutalmazta az albumot, mivel Európa-szerte több, mint egymillió példányban fogyott el. Az „I Believe in You” számos országban Top 10-es lett világszerte, míg a „Giving You Up”-nak mérsékelt sikere volt néhány régióban. A válogatás a Showgirl: The Greatest Hits Tour elnevezésű koncertkörúttal volt reklámozva 2005-ben. Miután Minogue-nál emlőrákot diagnosztizáltak, a turnét törölték, amit 2006-ban folytatott.

## Háttér és kidolgozás
Az Ultimate Kylie Minogue kilencedik válogatáslemeze és az első a Parlophone kiadónál. Ez a kiadvány nyolc korábbi válogatásalbumot követ, melyek közt megtalálható első stúdióalbumának bővített verziója a The Kylie Collection (1988), első komoly válogatása a Greatest Hits (1992), a Hits+ (2000), a Confide in Me (2001), a Greatest Hits 87–97 (2002) és ennek újra kiadott változata a Greatest Hits 87–99 (2003), és az Artist Collection (2004). A Greatest Hits és a Hits+ azok a válogatáslemezei, melyeket azok a kiadók adtak ki, melyeknél le volt szerződve. A Greatest Hits a PWL kiadónál jelent meg, míg a Hits+ a Deconstruction Records-nál. Hivatalos honlapján Minogue az alábbi gondolatokat osztotta meg a kiadvánnyal kapcsolatban :
„Első slágerem óta nem hiszem el, hogy ilyen gyorsan elrepült az idő. Ez a kollekció nagyon kedves számomra és egy élet emlékeit hordozza magában. Semmi nem fogható az idő múlásához, mely perspektívát ad és remélem, hogy a hallgatók legalább annyira élvezik a dalokat, mint ahogy én. Szerencsésnek érzem magam, hogy kísérletezhettem az évek során és hogy a rajongóim támogattak abban, hogy új megközelítéseket próbáljak ki. Legalább annyira izgatott vagyok a lemezen található új dalok kapcsán, mint a többi dallal. Karrierem ezen szakaszában boldog vagyok, hogy a múltat ünnepelhetem és jövő felé tekinthetek.”

## Fogadtatás

### A kritikusok értékelései
Az Ultimate Kylie általában pozitív visszajelzést kapott a kritikusoktól. A PopMatters pozitív kritikával illette, mondván hogy „egyike a legjobb dance zenei válogatásoknak, melyek a piacon vannak, még úgyis, hogy tartalmazza az 1980-as évekből származó slágereit is”. 10-ből 8-ra értékelték a lemezt, ami kitűnő minősítésnek számít illetve azt jelenti, hogy az adott előadó legjobb munkái és „az adott stílus legjobbjai közt van számontartva”. Stephen Thomas Erlewine az AllMusic-nál nagyon pozitív véleménnyel volt a lemezről és négy és fél csillagot adott neki az ötből. Értékelését azzal kezdte, hogy „eddig sem volt hiány Minogue válogatásaiból” de végül pozitívan zárta mondván, hogy „egy helyen megtalálható minden slágere, kicsi és nagy, ami nem egyszerűen azt jelenti, hogy ideális minden rajongó számára függetlenül attól, hogy milyen fokú elkötelezettséggel van az énekesnő iránt, hanem azt is, hogy az Ultimate Kylie felnő a sikeréhez”. Jason Shawahn az About.com-nál pozitív kritikát adott a kiadványnak és négy csillagot az ötből. Nagyra értékelte a lemezen szereplő két új szerzeményt, melyek szerinte Minogue legjobb dalai közt szerepelnek, melyeket az elmúlt években produkált és melyek Minogue legjobb oldalát mutatják. 2007-ben a The Guardian felrakta arra a listára, amely „az 1000 legjobb lemez, amit meg kell hallgatnod, mielőtt meghalsz” címet kapta. 2006-ban az „I Believe in You”-t jelölték a „Legjobb Dance Felvétel” kategóriában a 48. Grammy-díjátadón.

### Kereskedelmi fogadtatás
Az Egyesült Királyságban az Ultimate Kylie a negyedik helyet érte el a lemezeladási listán, ahol 41 hétig szerepelt. A Brit Hanglemezgyártók Szövetsége (BPI) háromszoros platinalemezzel jutalmazta az albumot, mivel több, mint 900 000 példányban kelt el az országban. Ausztráliában a lista ötödik helyét szerezte meg és 42 hétig szerepelt a legjobbak között. Ezzel ez lett Minogue legtovább a listán szereplő válogatása. Az Australian Recording Industry Association (ARIA) négyszeres platinalemezzel jutalmazta az albumot a több, mint 280 000 eladott példánynak köszönhetően. Új-Zéland-on a lista 33. helyéig jutott.
Az Ultimate Kylie-nak más európai országokban is sikere volt. Belgiumban az album 14. lett a flamand és 35. a vallón listán, és később platinalemez státuszt ért el az országban. Spanyolországban a 34. helyig jutott a listán, ahol tizenöt hétig szerepelt. Az album később arany minősítést kapott és több, mint 50 000 példányban kelt el. Írországban az ír albumlista nyolcadik helyét érte el és az Ír Hanglemezgyártók Szövetsége (IRMA) platinalemezzel jutalmazta az albumot. Más európai országban is sikeres volt a lemez. Top 10-es lett Németországban és Görögországban és Top 20-as Svájcban, Ausztriában, Dániában és Norvégiában.

## Kislemezek
Az „I Believe in You” lett kiadva a válogatás vezető kislemezeként. Premierje 2004. október 14-én volt a rádiókban, és 2004. december 6-án jelent meg az Egyesült Királyságban. Az „I Believe in You” a második helyet szerezte meg a brit kislemezlistán. Top 10-es lett Ausztráliában, Ausztriában, Dániában, Írországban és Olaszországban és a „Slow” óta a legjobb helyezést érte el a Billboard Dance Club Songs listáján.
Később a „Giving You Up” lett kiadva a válogatás második és egyben utolsó kislemezeként. 2005. március 28-án jelent meg kislemezként az Egyesült Királyságban és a 6. helyig jutott a listán, mellyel ez lett Minogue 30. Top 10-es slágere. Szintén Top 10-es lett Ausztráliában és Spanyolországban és Top 20-as Dániában, Finnországban és Írországban.

## Számlista
| 1.  | Better the Devil You Know             | Mike Stock, Matt Aitken, Pete Waterman   | Stock Aitken Waterman    | 3:53 |
| 2.  | The Loco-Motion                       | Gerry Goffin, Carole King                | Stock Aitken Waterman    | 3:14 |
| 3.  | I Should Be So Lucky                  | Stock, Aitken, Waterman                  | Stock Aitken Waterman    | 3:24 |
| 4.  | Step Back in Time                     | Stock, Aitken, Waterman                  | Stock Aitken Waterman    | 3:04 |
| 5.  | Shocked                               | Stock, Aitken, Waterman, Pauline Bennett | Stock Aitken Waterman    | 3:09 |
| 6.  | What Do I Have to Do                  | Stock, Aitken, Waterman                  | Stock Aitken Waterman    | 3:33 |
| 7.  | Wouldn’t Change a Thing               | Stock, Aitken, Waterman                  | Stock Aitken Waterman    | 3:14 |
| 8.  | Hand on Your Heart                    | Stock, Aitken, Waterman                  | Stock Aitken Waterman    | 3:51 |
| 9.  | Especially for You (Jason Donovannal) | Stock, Aitken, Waterman                  | Stock Aitken Waterman    | 3:56 |
| 10. | Got to Be Certain                     | Stock, Aitken, Waterman                  | Stock Aitken Waterman    | 3:19 |
| 11. | Je Ne Sais Pas Pourquoi               | Stock, Aitken, Waterman                  | Stock Aitken Waterman    | 4:01 |
| 12. | Give Me Just a Little More Time       | Edyth Wayne, Ronald Dunbar               | Stock, Waterman          | 3:06 |
| 13. | Never Too Late                        | Stock, Aitken, Waterman                  | Stock Aitken Waterman    | 3:21 |
| 14. | Tears on My Pillow                    | Sylvester Bradford, Al Lewis             | Stock Aitken Waterman    | 2:29 |
| 15. | Celebration                           | Robert Bell, James Taylor                | Phil Harding, Ian Curnow | 3:57 |

| 1.  | I Believe in You                          | Kylie Minogue, Jake Shears, Babydaddy                                                    | Shears, Babydaddy           | 3:21 |
| 2.  | Can’t Get You Out of My Head              | Cathy Dennis, Rob Davis                                                                  | Dennis, Davis               | 3:49 |
| 3.  | Love at First Sight                       | Minogue, Richard Stannard, Julian Gallagher, Ash Howes, Martin Harrington                | Stannard, Gallagher         | 3:57 |
| 4.  | Slow                                      | Minogue, Dan Carey, Emilíana Torrini                                                     | Sunnyroads                  | 3:13 |
| 5.  | On a Night Like This                      | Steve Torch, Graham Stack, Mark Taylor, Brian Rawling                                    | Stack, Taylor               | 3:33 |
| 6.  | Spinning Around                           | Ira Shickman, Osborne Bingham, Kara DioGuardi, Paula Abdul                               | Mike Spencer                | 3:27 |
| 7.  | Kids (Robbie Williams-szel)               | Williams, Guy Chambers                                                                   | Chamber, Steve Power        | 4:20 |
| 8.  | Confide in Me                             | Steve Anderson, Dave Seaman, Owain Barton                                                | Brothers in Rhythm          | 4:26 |
| 9.  | In Your Eyes                              | Minogue, Stannard, Gallagher, Howes                                                      | Stannard, Gallagher         | 3:18 |
| 10. | Please Stay                               | Minogue, Stannard, Gallagher, John Themis                                                | Stannard, Gallagher         | 4:04 |
| 11. | Red Blooded Woman                         | Johnny Douglas, Karen Poole                                                              | Douglas, Poole              | 4:20 |
| 12. | Giving You Up                             | Miranda Cooper, Brian Higgins, Tim Powell, Lisa Cowling, Paul Woods, Nick Coler, Minogue | Higgins, Xenomania          | 3:30 |
| 13. | Chocolate                                 | Douglas, Poole                                                                           | Douglas, Poole              | 4:01 |
| 14. | Come into My World                        | Dennis, Davis                                                                            | Dennis, Davis               | 4:06 |
| 15. | Put Yourself in My Place                  | Jimmy Harry                                                                              | Harry                       | 4:11 |
| 16. | Did It Again                              | Minogue, Anderson, Seaman                                                                | Brothers in Rhythm          | 4:14 |
| 17. | Breathe                                   | Minogue, Dave Ball, Ingo Vauk                                                            | Ball, Vauk                  | 3:40 |
| 18. | Where the Wild Roses Grow (Nick Cave-val) | Nick Cave                                                                                | Tony Cohen, Victor Van Vugt | 3:57 |

## Albumlistás helyezések és eladási adatok
| Albumlista (2004–05)                 | Legjobb helyezés |
| ------------------------------------ | ---------------- |
| Ausztrália (ARIA Charts)             | 5                |
| Ausztria (Ö3 Austria Top 40)         | 15               |
| Belgium (Ultratop Flandria)          | 14               |
| Belgium (Ultratop Vallónia)          | 35               |
| Dánia (Hitlisten)                    | 17               |
| Finnország (Suomen virallinen lista) | 24               |
| Németország (Media Control Charts)   | 10               |
| Görögország (IFPI Greece)            | 9                |
| Írország (Ír albumlista)             | 8                |
| Japán (Oricon)                       | 39               |
| Hollandia (Dutch Charts)             | 37               |
| Norvégia (VG-lista)                  | 18               |
| Új-Zéland (Recorded Music NZ)        | 33               |
| Spanyolország (PROMUSICAE)           | 27               |
| Svájc (Schweizer Hitparade)          | 19               |
| Svédország (Sverigetopplistan)       | 23               |
| Egyesült Királyság (OCC)             | 4                |

| Albumlista (2004)        | Helyezés |
| ------------------------ | -------- |
| Ausztrália (ARIA)        | 42       |
| Egyesült Királyság (OCC) | 27       |
| Albumlista (2005)        | Helyezés |
| Ausztrália (ARIA)        | 38       |
| Albumlista (2006)        | Helyezés |
| Ausztrália (ARIA Charts) | 40       |

| Albumlista (2000–09)     | Legjobb helyezés |
| ------------------------ | ---------------- |
| Ausztrália (ARIA Charts) | 82               |

## Minősítések és eladási adatok
| Ország                   | Helyezés           | Eladás   |
| ------------------------ | ------------------ | -------- |
| Ausztrália (ARIA)        | 4×-es platinalemez | 280 000+ |
| Ausztria (IFPI Austria)  | Aranylemez         | 10 000+  |
| Belgia (BEA)             | Aranylemez         | 10 000+  |
| Írország (IRMA)          | 3×-os platinalemez | 45 000+  |
| Egyesült Királyság (BPI) | 3×-os platinalemez | 900 000+ |